# Caribou (музикант)
Даніел Віктор Снейт (англ. Daniel Victor Snaith, нар. 29 березня 1978, Дандас, Онтаріо, Канада) — канадський композитор, музикант і співак, відомий під сценічними іменами Caribou, Manitoba та Daphni.

## Життєпис
Даніел Віктор Снейт народився 29 березня 1978 року в Дандасі, Онтаріо, Канада. Його батько — математик Віктор Снейт, сестра — математикиня Ніна Снейт.

### Музична кар’єра
Перші твори Даніел Снейт публікував під сценічним псевдонімом Manitoba. Однак співаку довелося змінити його, після того як йому погрожував позовом Річард «Handsome Dick» Манітоба (справжнє ім'я Річард Блум), колишній учасник панк-гурта The Dictators. Снейт взяв новий псевдонім — Caribou. Попередні повноформатні альбоми Снейт перевипустив під новим ім’ям, а і 2005 року випустив новий альбом The Milk of Human Kindness на лейблі Domino. У червні того ж року альбом очолив чарти !earshot Campus і Community Radio Top 200.
На концертах Снейт зазвичай виступає з колективом та грає на ударних. Серед колишніх товаришів по групі: басист Енді Ллойд із Born Ruffians та барабанник Пітер Міттон, який згодом став продюсером радіо CBC. Склад концертного колективу: власне Снейт, Райан Сміт, Бред Вебер та Джон Шмерсал. На концертах гурта музику супроводжує відеопроєкція на великому екрані — запис такого концерту вийшов на DVD у листопаді 2005 року. «Для мене ідея музики — це поєднати різні звуки та мелодію, яка змішується з послідовністю акордів або звуковим настроєм», — сказав Снейт в інтерв’ю. «Я не з тих людей, які розбирають фізичні речі і граються з ними, але я люблю розбирати ментальні ідеї та гратися з ними. Це те, що мене приваблює у справі всього мого життя».
Альбом Caribou Andorra 2007 року виграв Polaris Music Prize 2008, а ді-джейський альбом Swim 2010 року потрапив до шорт-листа Polaris Music Prize 2010. У червні 2013 року студійний альбом Снейта Jiaolong вийшов під псевдонімом Daphni, потрапив у лонг-лист музичної премії Polaris Music Prize 2013 року.
У грудні 2011 року Caribou разом із гуртами Battles і Les Savy Fav, курували фестиваль All Tomorrow's Party «Кошмар перед Різдвом» у Майнхеді, Англія.
Виступ Caribou на шоу «Essential Mix» 18 жовтня 2014 року визнали «Найкращим Essential Mix року» в журналі Mixmag.
2014 року Caribou випустив альбом <i id="mwQg">Our Love</i>, який здобув нагороду «Альбом року IMPALA».
2015 року альбом Up In Flames став одним із десяти альбомів, за перевипуск яких фанати проголосували в опитуванні лейбла The Leaf Label — в рамках святкування його 20-річчя. Після цього альбом випустили обмеженим тиражем як подвійний вініл і він став доступним для шанувальників через сервіс PledgeMusic.
2021 року Даніел здобув премію Libera Awards як найкращий танцювальний/електронний запис 2021 року за свій альбом Suddenly (Merge Records) від Американської асоціації незалежної музики (A2IM).

## Особисте життя
2005 року Снейт отримав ступінь доктора математики в Імперському коледжі Лондона за роботу над надконвергентними модульними символами Сігела під керівництвом Кевіна Баззарда. Снейт іронічно описав свою роботу в скромній манері як «оригінальну, але я б все одно назвав її тривіальною».

## Дискографія

### Студійні альбоми
Як Manitoba
- Start Breaking My Heart (2001)
- Up in Flames (2003)

Як Caribou
- The Milk of Human Kindness (2005)
- Andorra (2007)
- Swim (2010)
- Наша любов (2014)
- Suddenly (2020)

Як Daphni
- Jiaolong (2012)
- FabricLive.93 (2017)
- Joli Mai (2017)

### Міні-альбоми
Як Manitoba
- People Eating Fruit EP (30 жовтня 2000)
- give'r EP (26 листопада 2001)
- If Assholes Could Fly This Place Would Be an Airport 12" (13 січня 2003)

Більшість старих матеріалів під іменем Manitoba Снейт згодом перевипустив як Caribou.
Як Caribou
- Tour CD 2005 (2005) Super Furry Animals Tour
- Marino EP (2005)
- Tour CD 2007 (2007)
- Tour CD 2010 (2010)
- Caribou Vibration Ensemble (2010, ATP[en]) Концертний альбом разом із Маршаллом Алленом. Сторонній проєкт Caribou.
- CVE Live 2011 EP (2014) Caribou Vibration Ensemble. Сторонній проєкт Caribou.

- Resident Advisor (2011)[41][42]
- Daphni Edits Vol. 1, 12" [Resista] (2011)
- Pinnacles / Ye Ye, 12" за участі Four Tet (2011)
- Daphni Edits Vol. 2, 12" [Resista] (2011)
- JIAOLONG001, 12" [Jiaolong] (2011)
- Ahora, 12" [Amazing Sounds] (2011)
- Julia / Tiberius, 12'' за участі Оуена Паллетта [Jiaolong] (2014)
- Sizzling EP (2019)

### Сингли
Як Manitoba
- «Paul's Birthday» CDS (26 лютого 2001)
- «Jacknuggeted» CDS (24 лютого 2003)
- «Hendrix with Ko» CDS (14 липня 2003)

Як Caribou
- «Yeti» CDS/12" (22 березня 2005)
- «Barnowl» (2005)
- «Melody Day» CDS (серпень 2007)
- «She's the One» (березень 2008)
- «Eli» (2008)
- «Odessa» (24 квітня 2010)
- «Leave House» (2010)
- «Bowls» (19 липня 2010)
- «Can't Do Without You» (15 липня 2014)
- «Our Love» (вересень 2014)
- «Your Love Will Set You Free» (2014)
- «All I Ever Need» (2014)
- «Mars» (2015)
- «Home» (2019)[43]
- «You and I» (2020)
- «Never Come Back» (2020)[44]
- «You Can Do It» (серпень 2021)

Як Daphni
- «Sizzling» (2019)

## Нагороди та визнання
- 2007 — Top Heatseekers – 5-те місце (Andorra)
- 2007 — Billboard Top Independent Albums – 26-те місце (Andorra)
- 2008 — Polaris Music Prize – переможець (Andorra)
- 2010 — Polaris Music Prize – шорт-лист (Swim)[45]
- 2010 — Billboard 200 – 97-ме місце (Swim)
- 2010 — Billboard Top Independent Albums – No. 14 (Swim)
- 2011 — Juno Awards – переможець як «Електронний альбом року» (Swim)[46]
- 2014 — «Essential Mix of the Year» від журналу Mixmag
- 2015 — IMPALA Album of the Year Award (Our Love)[47]
- 2015 — Juno Awards – переможець як «Електронний альбом року» (Our Love)
- 2015 — Polaris Music Prize – шорт-лист (Our Love)[48]